# Lucella Carasso
Lucella Carasso (Amsterdam, 10 juli 1972) is een Nederlandse journaliste en radiopresentatrice.
Na haar studie bestuurskunde aan de Universiteit Leiden ging Carasso werken als politiek verslaggever van het Radio 1 Journaal en Met het Oog op Morgen. Ze begon in 1995 bij de NOS. Tot 2014 was zij vier dagen per week presentatrice van het Radio 1-(avond)journaal. Sinds juni 2006 (met een onderbreking van 2009 tot 2014) is zij een van de vaste presentatoren van Met het Oog op Morgen.

## Prijs
In 2004 ontving Carasso de Philip Bloemendal Prijs, een tweejaarlijkse onderscheiding voor de meest talentvolle jonge presentator op radio en/of televisie. 

## Familie
Lucella Carasso is de kleindochter van beeldhouwer Fred Carasso.